# Thudaka Range
Thudaka Range är ett berg i Kanada.   Det ligger i provinsen British Columbia, i den centrala delen av landet, 3 700 km väster om huvudstaden Ottawa. Toppen på Thudaka Range är 2 501 meter över havet.
Terrängen runt Thudaka Range är kuperad österut, men västerut är den bergig.Trakten runt Thudaka Range är nära nog obefolkad, med mindre än två invånare per kvadratkilometer.. Det finns inga samhällen i närheten.
Trakten runt Thudaka Range består i huvudsak av gräsmarker.